# Just Andersen
Just Andersen, född 13 juli 1884 på Grönland, död 11 december 1943, var en dansk konsthantverkare och skulptör.
Just Andersen hade från 1918 egen verkstad, och arbetade i tenn, silver, pläter och brons. Hans föremål kännetecknas av enkelhet och utvungna former med säker känsla för materialens egenheter. Från 1927 ritade Andersen även förlagor till Guldsmeds AB, Stockholm.